# Andrew Smith Hallidie

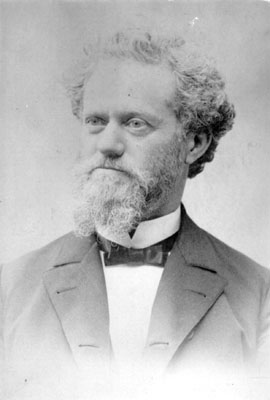
Andrew Smith Hallidie

Andrew Smith Hallidie (ur. 16 marca 1836 roku w Londynie – zm. 24 kwietnia 1900 roku w swojej rezydencji w San Francisco) – amerykański inżynier, twórca systemu tramwajów linowych w kalifornijskim mieście San Francisco.